# Zomerdijkstraat (Amsterdam)
De Zomerdijkstraat is een relatief korte straat in Amsterdam-Zuid.

## Geschiedenis en ligging
De straat kreeg haar naam per raadsbesluit van 1 december 1933; ze werd daarbij vernoemd naar een zomerdijk. Parallel aan de straat en ongeveer even lang is de Winterdijkstraat, vernoemd naar winterdijk. De Zomer- en Winterdijkstraat omklemmen de Uiterwaardenstraat, vernoemd naar de uiterwaarden gelegen tussen zomer- en winterdijk. De Uiterwaardenstraat is in tegenstelling tot Zomerdijk- en Winterdijkstraat een van de langste straten in de buurt.
De Zomerdijkstraat begint aan de Hunzestraat (vernoemd naar rivier Hunze) en eindigt aan de Kinderdijkstraat (Kinderdijk). Ze heeft een T-kruising met de Kribbestraat (kribbe). Alle genoemde straten liggen in de Rivierenbuurt.
De straat is vrij nauw en ongeschikt voor openbaar vervoer. 

## Gebouwen
De huisnummers lopen op van 1 tot en met 32. Ze zijn verdeeld over drie blokken, waarbij de blokken aan de oneven zijde sterk op elkaar lijken. Die bouwstijl van die blokken is normaal voor de tijd van bouwen. Van een geheel andere orde is het bouwblok aan de even zijde; het is vanwege de stijl een rijksmonument. Dat derde blok is eerder gebouwd maar oogt moderner dan de andere twee. De blokken: 
- de huisnummers 1 tot en met 13 vormen de noordelijke kop van een huizenblok; de portiekwoningen aan de kop zijn ontworpen door Lucas Göbel en Gerardus den Hertog; het stamt uit circa 1936
- de huisnummer 17 tot en met 31 vormen eveneens de noordelijke kop van een huizenblok; de portiekwoningen aan de kop zijn ontworpen door Justus Hendrik Scheerboom; het stamt ook uit circa 1936
- de huisnummers 2 tot en met 32 vormt één blok aan de noordzijde van de straat en heeft ook adressen aan de Uiterwaardenstraat; alhoewel er sprake is van één blok, is er sprake van twee verschillende ontwerpen van Piet Zanstra, Jan Giesen en Karel Sijmons; het zijn de zogenaamde Atelierwoningen; het dateert van circa 1934, de stijl Nieuwe bouwen.

Een bijzonderheid is dat tegen de moderne atelierwoningen een splitskast staat ontworpen door Pieter Lucas Marnette van de Dienst der Publieke Werken. Marnette ontwierp het in de stijl die voorafging aan het Nieuwe bouwen: de Amsterdamse School.

## Plaquette
Beeldhouwer Fred Carasso maakte rond 1948 de Gedenksteen Gerrit van der Veen; geplaatst nabij toegang nummer 22.

## Afbeeldingen

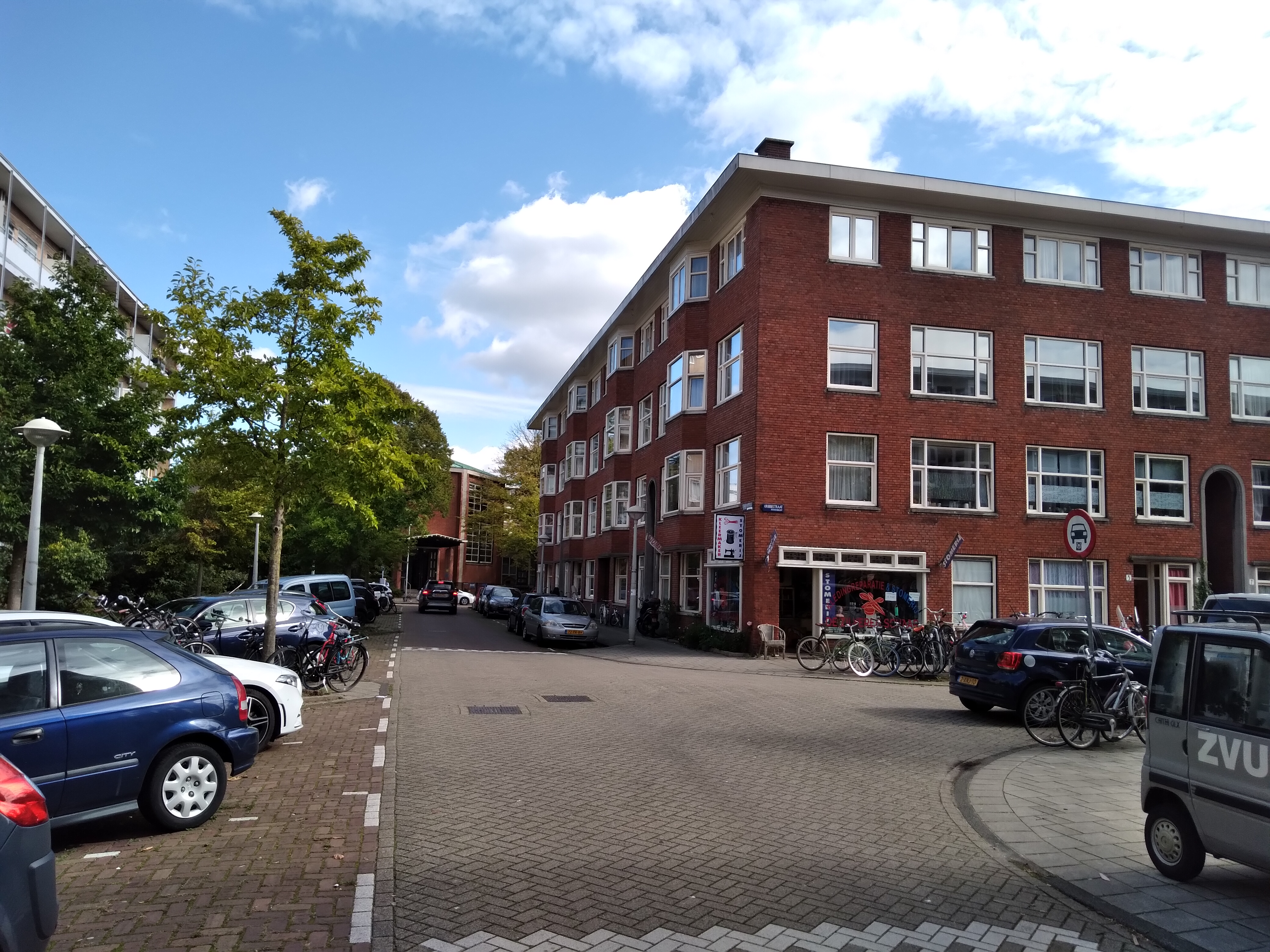
Zomerdijkstraat 1-13; rechts Kribbestraat (september 2020)
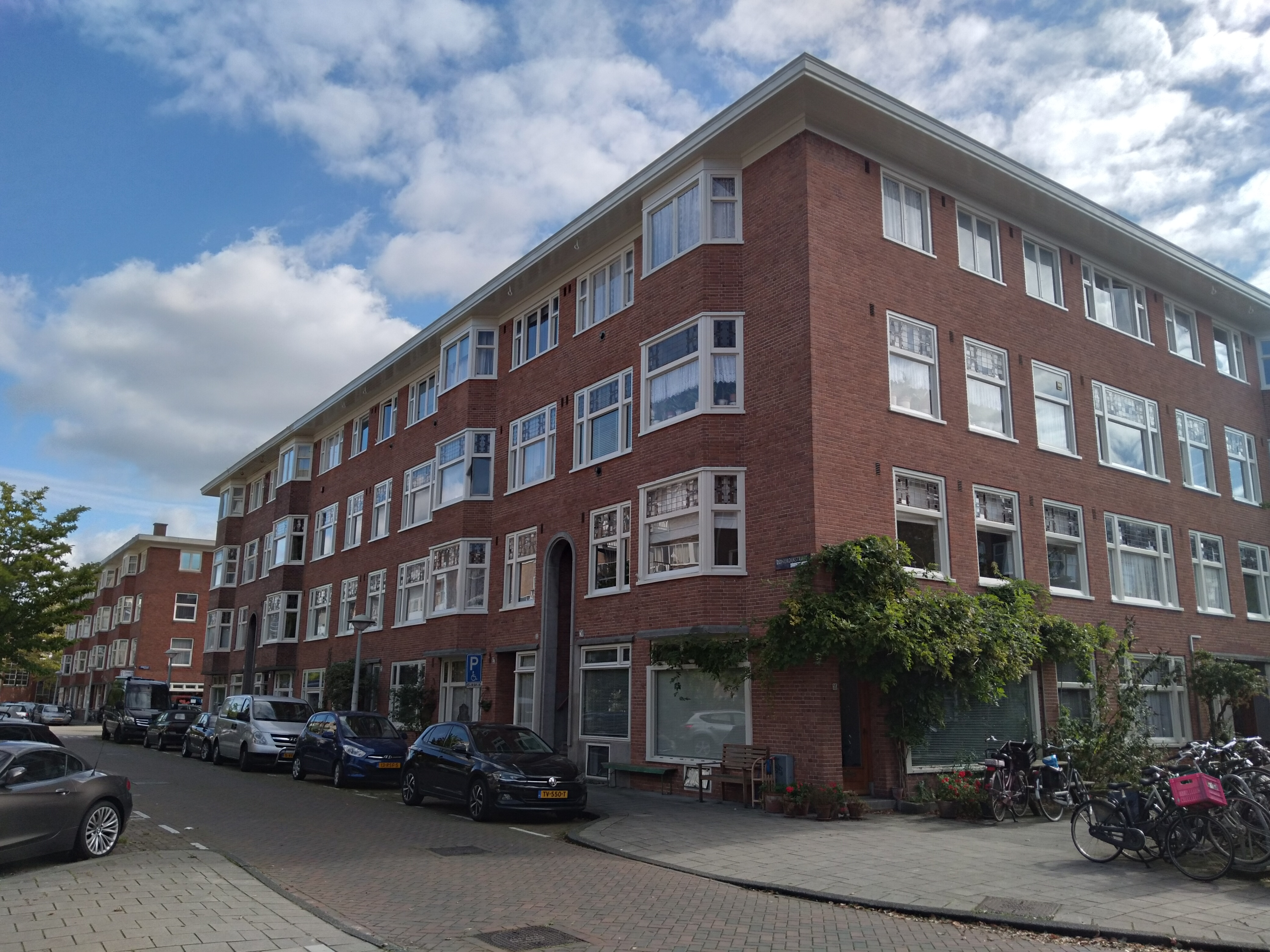
Zomderdijkstraat 17-31; rechts Kinderdijkstraat (september 2020)
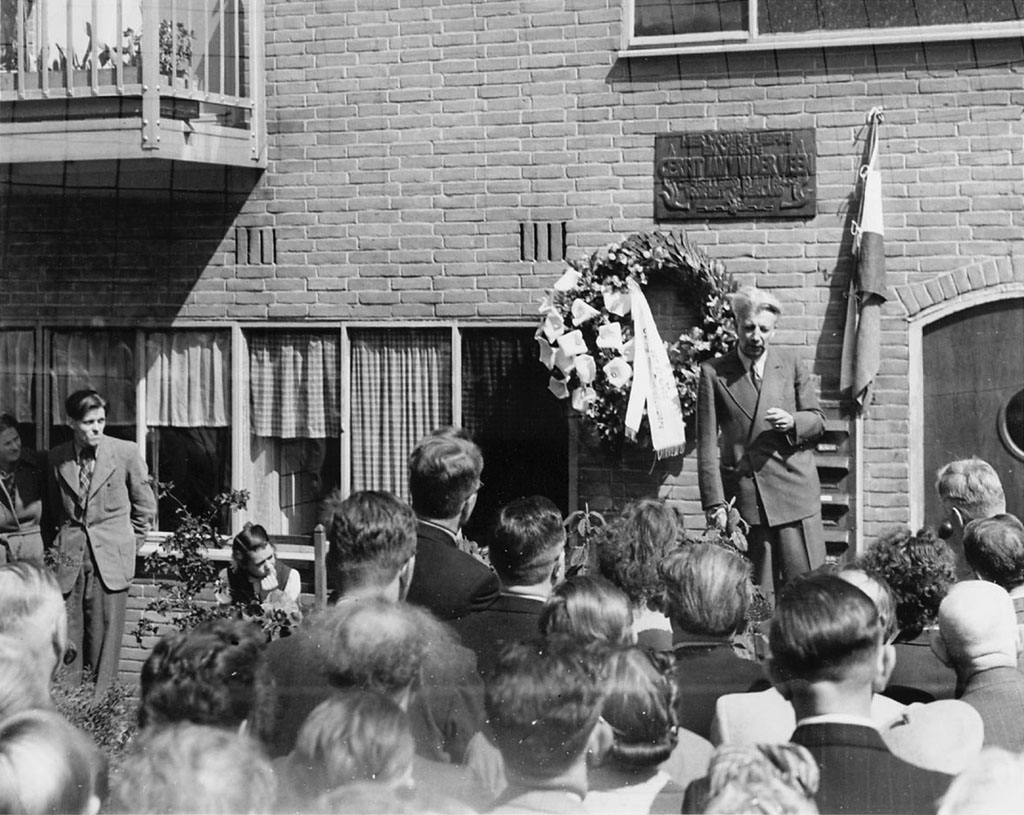
Onthulling Plaquette Gerrit van der Veen (juni 1948)